# Transparency Framework
Das Enhanced Transparency Framework for Action and Support (zu dt. etwa: erweiterter Transparenzrahmen für Maßnahmen und Unterstützung) ist ein zentraler Bestandteil des Übereinkommens von Paris (Paris Agreement). Der Transparenzrahmen legt fest, wie die Vertragsstaaten des Abkommens über den Fortschritt beim Klimaschutz, bei Maßnahmen zur Anpassung an den Klimawandel sowie der zur Verfügung gestellten bzw. erhaltenen Unterstützung berichten müssen. Darüber hinaus sieht er internationale Verfahren zur Überprüfung und Auswertung der Berichte vor.

## Hintergrund
Mit Verabschiedung des Übereinkommens von Paris (Paris Agreement) wurde eine Wende in der internationalen Klimapolitik vollzogen, die bereits auf der Klimakonferenz in Kopenhagen 2009 eingeleitet wurde. Der völkerrechtlich bindende Vertrag mit globaler Reichweite setzt nicht nur ambitionierte globale Ziele, wie die Begrenzung des Anstiegs der durchschnittlichen Erdtemperatur auf deutlich unter 2 °C gegenüber dem vorindustriellen Niveau, sondern führt auch ein neues klimapolitisches Paradigma ein, das den Staaten erheblichen Spielraum bei der Festlegung ihrer Klimaschutzziele einräumt: Die individuellen Ziele der Vertragsstaaten werden nicht international ausgehandelt, sondern von den Staaten selbst festgelegt. Deren Einhaltung ist zudem nicht bindend. Um die Umsetzung der selbst gesteckten Ziele dennoch zu gewährleisten, wurde eine innovative Architektur mit internationalen Überprüfungs- und Transparenzmechanismen in das Abkommen integriert. Das Transparency Framework ist ein wesentliches Element dieser Architektur.

## Die Rolle des Transparency Framework im Klimaregime von Paris
Das Paris Agreement verpflichtet seine Vertragsstaaten dazu, regelmäßig eigene Klimaschutzbeiträge, die sogenannten nationally determined contributions – NDCs, zu formulieren, wobei diese aktualisierten NDCs nicht hinter den bis dahin geltenden Zielen zurückfallen dürfen und die höchstmögliche Ambition widerspiegeln sollen. Die Staaten sind zudem verpflichtet, Maßnahmen umzusetzen, die zum Erreichen dieser Klimaschutzziele beitragen. Es besteht jedoch keine völkerrechtlich Verpflichtung, diese NDCs auch zu erreichen und es sind keine Sanktionen bei Nichterreichung vorgesehen.
Vor diesem Hintergrund kommt dem Transparenzrahmen (Transparency Framework) eine zentrale Bedeutung zu. Unter dem Transparenzrahmen müssen die Vertragsstaaten regelmäßig über den Fortschritt der Zielumsetzung berichten und die Berichte werden einer internationalen Begutachtung unterzogen. Somit schafft der Transparenzrahmen die Grundlagen dafür, dass die globale Öffentlichkeit jene Staaten öffentlich benennen und anprangern kann, die ihre selbst gesteckten Ziele verfehlt haben. Dieses als „Naming and Shaming“ bekannte Vorgehen könnte die mangelnde Verbindlichkeit der NDC-Erreichung ausgleichen und ist somit ein zentraler Pfeiler des Paris-Regimes.
Der Transparenzrahmen ist darüber hinaus ein wesentlicher Bestandteil des NDC-Zyklus: Die im Transparenzrahmen zusammengetragenen Informationen werden in die globale Bestandsaufnahme (Global Stocktake) eingespeist, in der der kollektive Fortschritt zur Erreichung der Langfristziele bilanziert wird. Die Ergebnisse dieser Bestandsaufnahme wiederum sollen bei der Festlegung der nationalen Klimaschutzbeiträge berücksichtigt werden.

## Die Berichterstattung unter dem Transparency Framework
Die im Transparenzrahmen des Paris Agreement festgelegten Berichtspflichten gehen über die bisherigen Vorgaben zur Offenlegung von Informationen unter der Klimarahmenkonvention hinaus und ersetzen diese.
Ab 2024 müssen alle Vertragsstaaten alle zwei Jahre sogenannte Biennial Transparency Reports (BTRs) einreichen. Mit diesen Transparenzberichten übermitteln die Staaten ihre Treibhausgasinventare und legen Informationen zur Umsetzung ihrer NDCs offen. Anders als bei den Berichtspflichten unter der Klimarahmenkonvention trifft der Transparenzrahmen im Bereich des Klimaschutzes keine Unterscheidung zwischen Industriestaaten und Entwicklungsländern und die Vorgaben gelten grundsätzlich für alle Staaten. Allerdings wurde Entwicklungsländern mit begrenzten Kapazitäten die Möglichkeit eingeräumt, von den Vorgaben abzuweichen und in geringerem Umfang, seltener oder geringerem Detailgrad zu berichten. Länder, die von dieser Möglichkeit der Flexibilität Gebrauch machen möchten, müssen dies jedoch begründen und angeben, bis wann sie die Hürden einer umfassenden Berichterstattung überwunden haben werden.
Neben dem Klimaschutz umfasst der Transparenzrahmen auch andere Themenbereiche. So werden beispielsweise Informationen zu den Auswirkungen des Klimawandels sowie Maßnahmen zur Anpassung an den Klimawandel auf freiwilliger Basis zusammengetragen. Darüber hinaus dient das Transparency Framework dazu, Informationen über die Unterstützung im Bereich Klimawandel zu sammeln. Mit Blick auf die zur Verfügung gestellten finanziellen Hilfen besteht jedoch nur für die Industriestaaten eine Berichtspflicht. Der Transparenzrahmen trägt zudem Informationen über die benötigte und bereits erhaltene Unterstützung zusammen. Auch hier besteht für die Entwicklungsländer jedoch keine Berichtspflicht.
Hervorzuheben ist weiterhin, dass Staaten, die die in Artikel 6 des Paris Agreement verankerten Ansätze zur marktbasierten Kooperation nutzen, über die hier übertragenen Minderungen berichten müssen. Mit diesen Vorgaben soll verhindert werden, dass Emissionsreduktionen mehrfach angerechnet werden und die Umweltintegrität des Paris Agreement untergraben wird.

## Die Überprüfung und Auswertung der Berichte
Im Übereinkommen von Paris wurde auch ein zweistufiges internationales Verfahren zur Überprüfung und Auswertung der Berichte angelegt. Auf der Vertragsstaatenkonferenz in Katowice im Dezember 2018 wurden die Umsetzungsdetails für beide Schritte festgelegt:
Schritt 1 umfasst die sog. Technical Expert Reviews (zu dt. etwa: technische Sachverständigenprüfungen). Hierbei wird überprüft, ob die eingereichten Berichte mit den Bestimmungen des Transparenzrahmens im Einklang stehen und es werden Bereiche identifiziert, in denen Potenzial für Verbesserungen besteht. Explizit ausgenommen von dieser Überprüfung wurde die Frage, ob das von dem jeweiligen Staat eingereichte NDC angemessen ist oder inwiefern die umgesetzten Maßnahmen ausreichend sind. Eine solche Bewertung ist nicht mit dem bottom-up Ansatz des Paris Agreement vereinbar, bei dem die Vertragsstaaten sich ihre NDCs selber setzen.
In Schritt 2 erfolgt die Facilitative, Multilateral Consideration of Progress (zu dt. etwa: vermittelnde, multilaterale Erörterung des Fortschritts). Bei diesem Verfahren tauschen sich die Vertragsstaaten über Fragen und Antworten miteinander aus. Der Austausch erfolgt sowohl schriftlich als auch im Rahmen von Workshops.

## Ausblick
Mit Einrichtung des Transparency Framework wurde ein einheitliches Berichtswesen geschaffen, das alle Staaten zur Offenlegung wesentlicher klimapolitischer Informationen verpflichtet. Ob der Transparenzrahmen tatsächlich zu einer Steigerung der klimapolitischen Ambition beitragen kann, wie im Regime des Paris Agreement angelegt, wird maßgeblich von dessen Anwendungspraxis abhängen. Werden die Staaten ihren Berichtspflichten tatsächlich nachkommen? Und wenn ja, wie werden sie die bestehenden Vorgaben für sich auslegen? Nachdem die Vertragsstaatenkonferenz in Katowice 2018 durch Festlegung der Umsetzungsregeln auf eine große Bereitschaft der Staatengemeinschaft hindeutete, für mehr Transparenz zu sorgen, weist das schwache Verhandlungsergebnis der Klimakonferenz 2019 in Madrid indes in eine andere Richtung. So gelang es den Vertragsstaaten auf der COP25 nicht, die Transparenzvorgaben durch Festlegung einheitlicher Berichtsstrukturen und -tabellen weiter zu spezifizieren. Altbekannte Differenzen zwischen Industriestaaten, die größere Transparenz einforderten, und großen Schwellenländern, die sich gegen allzu spezifische Berichtspflichten sperrten, traten erneut zu Tage. Diese umsetzungsrelevanten Streitpunkte gilt es beizulegen, um eine robuste und möglichst genaue Berichterstattung zu ermöglichen.